# Амар Гарибовић
Амар Гарибовић (7. септембар 1991. Сјеница — 7. септембар 2010. Среданци, Хрватска) је био српски репрезентативац у скијашком трчању, учесник Зимских олимпијских игара 2010. у Ванкуверу.
Био је члан Скијашког клуба Јеленак из Сјенице. На Зимским олимпијским игарама 2010. у скијашком трчању на 15 километара слободно, заузео је 80. место са оствареним резултатом 40:12,0. На Светском првенству у скијашком трчању 2009. у Либерецу, у дисциплини спринт класично, Гарибовић је заузео 109. место. Своју једину победу у каријери остварио је 21. марта 2009. на Игману ФИС трци на 10 километара.
При повратку са ФИС такмичења у ролер скијању, које је одржано у хрватском Орославју, комби у којем се налазио је слетело са пута у близини Среданаца, на ауто-путу Загреб - Липовац. Амар је смртно страдао, док је његов брат Амор тешко повређен. Његов отац и тренер, Мурат Гарибовић и скијаш Ајлан Растић су лакше повређени.